# فوزية بنت فاروق الأول
فوزية بنت فاروق (7 أبريل 1940 - 27 يناير 2005) هي الابنة الثانية لفاروق الأول آخر ملوك مصر وزوجته فريدة. ولدت في قصر عابدين وسماها والدها الملك فاروق باسم أخته فوزية أميرة مصر وامبراطورة إيران في الفترة (1941م إلى 1949م)، حيث كانت الأخت الأقرب لفاروق حسبما ذُكر.

## في المنفى
غادرت مصر مع والدها الملك فاروق إلى المنفى في إيطاليا عام 1952 بعد ثورة يوليو، ثم التحقت بمدرسة داخلية في سويسرا، وظلت تعيش في سويسرا حيث عملت كمترجمة فورية هناك ولم تعد إلى مصر مجددًا.

## الوفاة
توفيت في 28 يناير 2005 بمستشفى خاص بمدينة لوزان السويسرية بسبب المرض، وأمر الرئيس المصري محمد حسني مبارك بنقل جثمانها إلى مصر على متن طائرة خاصة على نفقة الدولة لتدفن في المقبرة الملكية في القاهرة. وشيعت جنازتها من مسجد الرفاعي بالقاهرة، وكان من بين المشيعين أخوها الأصغر الملك أحمد فؤاد الثاني آخر وارثي التاج المصري.
وكانت وكالات أنباء وصحف مصرية وعربية قد بثت وقتها نبأ ملتبسًا حول وفاة الأميرة فوزية، إذ ذكر أن من توفت هي عمتها الأميرة فوزية ابنة الملك فؤاد الأول وإمبراطورة إيران السابقة، لكن تم تعديل الخبر لاحقًا ليتبين أن من توفت هي ابنة الملك فاروق أي هي.

### صفحات خارجية
- ومولد الأميرة فوزية من المصري اليوم
- الأميرة فريال والأميرة فوزية coptic history